# 1667
Cette page concerne l'année 1667  du calendrier grégorien.
L'année 1667 est une année commune qui commence un samedi.

## Événements
- 28 mars : René Robert Cavelier de La Salle obtient d'être relevé de ses vœux par la Compagnie de Jésus[1].
- 24 mai : Maroc : Mulay Rachid, originaire du Tafilalet, s'empare de Fès[2]. Il se fait proclamer sultan à Fès après avoir conquis le Rif, puis entreprend la conquête de tout le Maroc. Il fonde la dynastie alaouite.
- 8 juillet, Québec : traité de paix avec les Iroquois[3]. Jean Talon fait créer de nombreuses seigneuries sur les deux rives du Saint-Laurent, plus particulièrement dans le secteur de la rivière Richelieu, en vue de répartir le peuplement et de prévenir les agressions des Iroquois.
- 31 juillet : traité de Bréda⋅entre l’Angleterre les Provinces-Unies, la France et le Danemark. Les Hollandais achètent le Suriname aux Anglais en échange de l'île de Manhattan. Des Juifs portugais réfugiés du Brésil s’y installent. En Insulinde, les Britanniques abandonnent leurs derniers territoires aux îles Banda. La France rend la partie anglaise de Saint-Christophe, Antigua et Montserrat à l'Angleterre et récupère l'Acadie[4].
- 25 août, Chine : Kangxi, à l’âge de 13 ans, prend en main le gouvernement[5].
- 17 septembre : mort du roi Philippe IV d'Espagne, père de l'infante Marie-Thérèse d'Autriche
- 22-23 septembre, Guyane : le capitaine anglais John Harman s'empare de Cayenne[6], qui est reprise par les Français après la publication de la paix de Bréda dans les Antilles[7].
- 18 octobre : mort du négus Fasiladas[8]. Son fils Yohannès Ier d’Éthiopie, dit le Juste, lui succède, (fin de règne en 1682). Son règne est marqué par des expéditions surtout dirigées contre les Agao du sud du lac Tana (dont on détruit « les temples et les idoles ») et contre le Lasta.
- 18 novembre : le sultan Hasanuddin de Gowa doit signer le traité de Bungaya et se plier aux exigences des Hollandais, qui ont pris le port de Makassar, dans le sud de Célèbes. Gowa a interdiction de commercer avec les Portugais et les Anglais, et les Jésuites sont expulsés[9].

- Viêt Nam : début à la fin de l'année d'une campagne de Trịnh Tạc contre les Mạc de Cao Bằng, qui sont battus en mars 1668. Le chef des Mạc parvient à fuir en Chine, et est rétabli après l'intervention de l'empereur des Qing Kangxi. Les Mạc sont définitivement éliminés en 1677-1679[10].
- Le dernier roi mandingue du Mali, Mama Magan, voulant rompre l’encerclement de ses ennemis, tente d’assiéger Ségou. Il se retire après trois années, désespérant de vaincre les Bambaras. Vaincu, il signe en 1670 un traité avec le roi Biton Koulibali, par lequel il s’engage à faire retraite à Kangaba et à y demeurer comme un simple chef de province[11].
- Aurangzeb accorde le titre de râja à Shivâjî Bhonsla[12]. Il peut lever des impôts.

### Europe
- 30 janvier : trêve d'Androussovo (Andruszow) de 13 ans. Jean II Casimir de Pologne conserve Vitebsk, Polotsk et ses droits sur la Livonie, mais cède Smolensk ainsi qu’une grande partie de l’Ukraine, sauf Kiev, à la Russie. La frontière russo-polonaise est fixée sur le Dniepr[13]. Après la partition de l’Ukraine, les Juifs chassés du secteur russe se regroupent dans la partie polonaise.
- 27 mars, Hongrie : à la mort de Ferenc Wesselényi, la conjuration des magnats fait long feu[14]. Le ban de Croatie Pierre Zrinyi prend la tête du mouvement indépendantiste hongrois, avec la participation de Ferenc Rakóczi.
- 31 mars : traité de Lisbonne ; alliance offensive et défensive entre la France et le Portugal en vue de la guerre de Dévolution[15].
- Printemps : le chef cosaque Stenka Razine (1630-1671) prend la tête de l’insurrection paysanne dans le sud-est de la Russie (fin en 1670[16]).
- 6 avril : tremblement de terre à Raguse, dont un cinquième de la population est tué[17].
- 15 avril : Frédéric Guillaume Ier de Brandebourg généralise la perception d’une taxe indirecte sur la consommation (accise)[18].
- 18 avril : nouveau tarif douanier protecteur en France. Début de la guerre des tarifs douaniers entre la France et les Provinces-Unies[19].
- 7 mai : publication d'un nouveau code de commerce en Russie[20]. Le commerce de détail est réservé aux Russes, pour le commerce de gros, il est interdit aux étrangers de commercer entre eux sans passer par un intermédiaire russe. Création d’un département du Commerce. L'artisan de ce nouveau code, est Ordine-Nachtchokine, nommé chef du Prikaz des ambassadeurs (Posolsky Prikaz). Sous sa direction, le département des affaires étrangères russes cesse de dépendre de la Douma pour devenir autonome et spécialisé.
- 8 mai : début de la Guerre de Dévolution (fin en 1668) à la mort de Philippe IV d'Espagne pour faire valoir les droits de Marie-Thérèse sur les Pays-Bas espagnols et la Franche-Comté[21].
- 24 mai : les troupes françaises envahissent la Flandre et occupent Armentières[21].

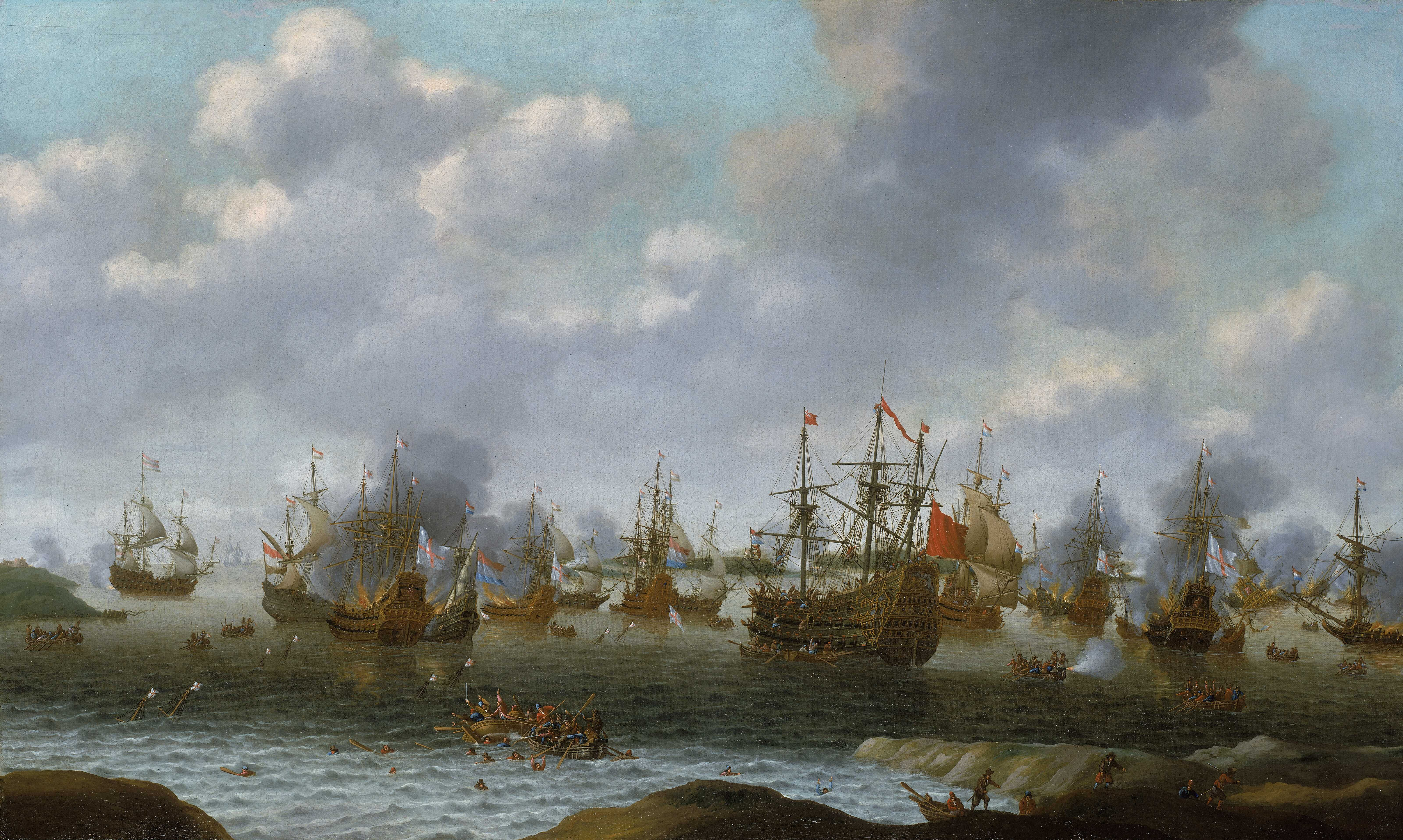
9-14 juin : raid sur la Medway, toile de Pieter Cornelisz van Soest, v.1667

- 9-14 juin : raid hollandais sur la Medway[22].
- 20 juin : l'amiral hollandais de Ruyter menace Londres[4].
- 20 juin : début du pontificat de Clément IX (fin en 1670)[23].
- 21-26 juin : Louis XIV assiège et prend Tournai[21].
- 6 juillet : prise de Douai par les Français[21].
- 16 juillet : capitulation de Courtrai[21].

- 31 juillet :

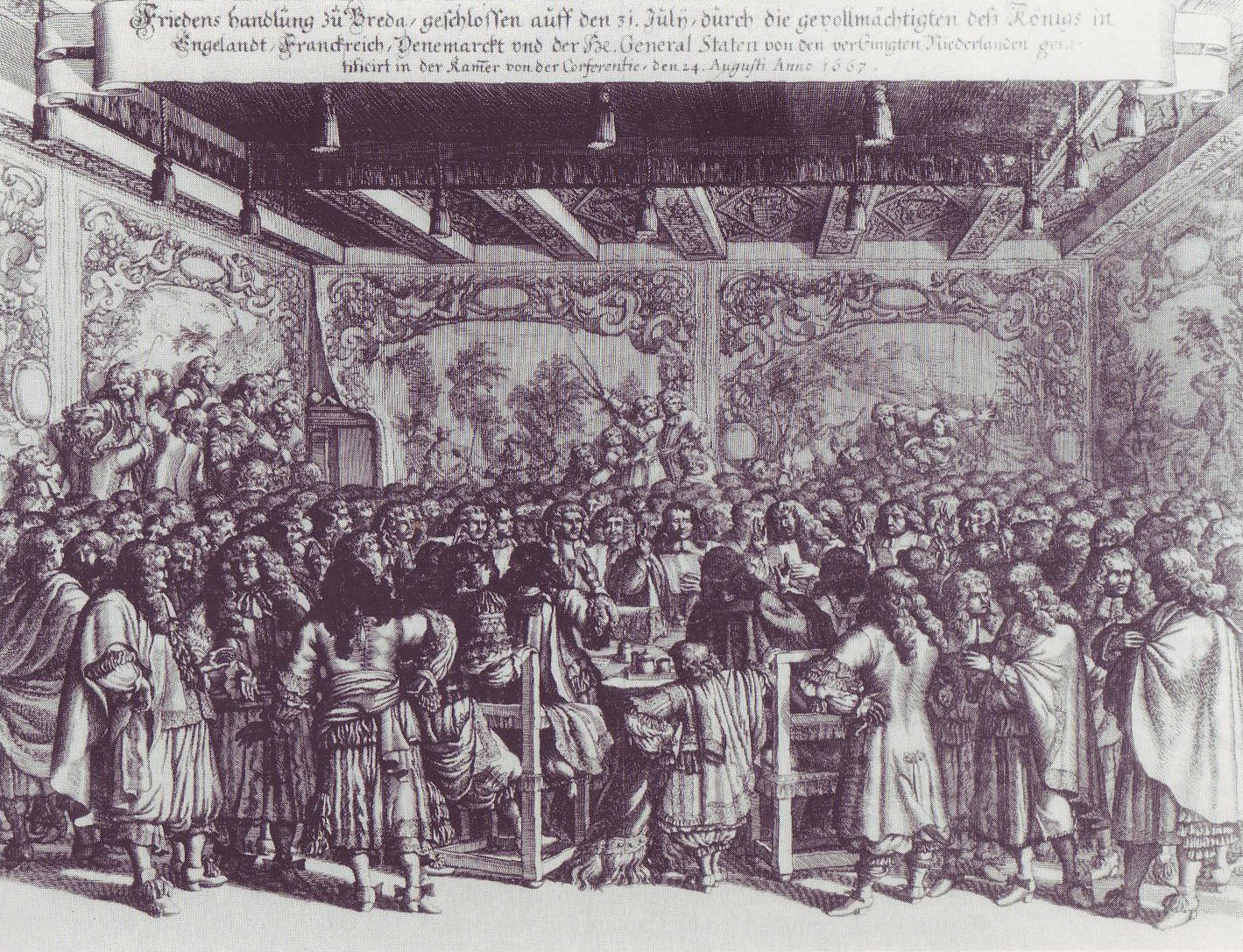
31 juillet : traité de Bréda.

  - paix de Bréda entre l’Angleterre et les Provinces-Unies. Aménagement de l’Acte de navigation anglais, échanges de territoires coloniaux (Suriname et Moluques aux Néerlandais, New York et la baie de Delaware aux Anglais)[4].
  - prise d’Audenarde[21].
- 5 août : l’édit perpétuel (Eeuwig Edict) abolit le stathoudérat en Hollande[24].
- 11-28 août : Louis XIV (Vauban) assiège et prend Lille[21].
- 15 octobre : victoire de l’hetman polonais Jean Sobieski sur les Ottomans et les Tatars à Podhajce, à côté de Tarnopol[13]. La paix est signée le 19 octobre.
- 12 novembre : Impeachment d’Edward Hyde en Angleterre. Accusé de trahison par la chambre des communes, il doit s’enfuir en France (29 novembre)[25].
- 22 novembre : début de la régence de Pierre II de Portugal (fin en 1683)[26].
- Novembre : tremblement de terre dans le sud de la Russie. Il fait 80 000 victimes[27].

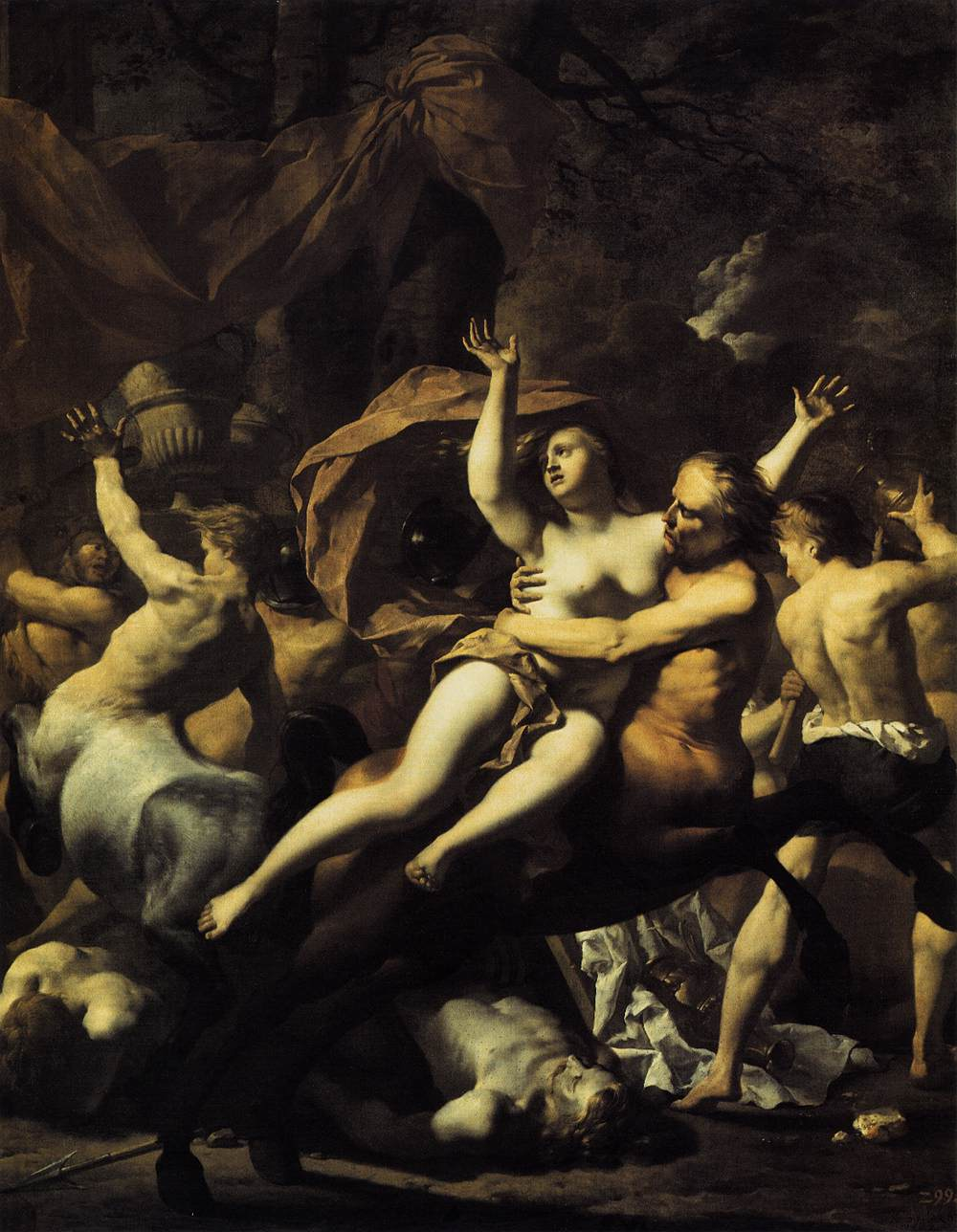
Bataille des Centaures et des Lapithes, de Karel Dujardin.

## Naissances en 1667
- 4 février : Alessandro Magnasco, peintre rococo italien de l'école génoise († 12 mars 1749).
- 12 mars : Antoine Rivalz, peintre français († 11 décembre 1735).
- 9 avril : Giovanni Cinqui, peintre italien († 1743).
- 17 juin : Robert Tournières, peintre français († 18 mai 1752).
- 27 juillet : Jean Bernoulli, mathématicien et physicien suisse († 1er janvier 1748).
- 9 septembre : Felice Torelli, peintre baroque italien de l'école bolonaise († 11 juin 1748).
- 28 octobre : Marie-Anne de Neubourg, seconde femme de Charles II d'Espagne († 16 juillet 1740).
- 30 novembre : Jonathan Swift, écrivain, satiriste, essayiste, pamphlétaire politique anglo-irlandais († 19 octobre 1745).
- Date précise inconnue :
  - Federico Bencovich, peintre baroque italien († 8 juillet 1753).
  - Giovanni Tuccari, peintre italien († 1743).
  - Urbain Plancher, historien français († 22 janvier 1750).

## Décès en 1667
- 16 janvier : Vincenzo Maculani, cardinal italien (° 11 septembre 1578).
- 10 février : Juan Bautista Martínez del Mazo, peintre baroque espagnol (° vers 1605).
- 20 février : Jerónimo Jacinto Espinosa, peintre espagnol (° 1600).
- 22 mars : François de Royers de La Valfenière, architecte Avignonnais (° août 1575).
- 7 mai : Johann Jakob Froberger, compositeur, organiste et claveciniste allemand (° 18 mai 1616).
- 14 mai : 
  - Georges de Scudéry, écrivain français, académicien français (fauteuil 32) (° 1601).
  - Johann Henrich Ursinus, théologien luthérien allemand (° 26 janvier 1608).
- 5 juin : Diane de Joannis de Chateaublanc, arrière-petite-nièce de Nostradamus (° 1635).
- 7 juin : Thomas de Keyser, peintre et architecte néerlandais (° 1596).
- 4 juillet : Christiaen van Couwenbergh, peintre néerlandais (° 8 juillet 1604).
- 3 août : Francesco Borromini, architecte baroque italo-suisse (° 25 septembre 1599).
- 3 octobre : Alonso Cano, peintre, architecte et sculpteur du Siècle d'or espagnol (° 19 mars 1601).
- 9 octobre : Mario Balassi, peintre baroque italien (° 1604).
- 12 octobre : Inayat Khan, 3e sultan de Safa et le septième chef de la tribu des Abdali (° ?).
- 24 octobre : Gabriel Metsu, peintre néerlandais (° janvier 1629).
- 12 novembre : Hans Nansen, commerçant, homme d'État et explorateur danois (° 28 novembre 1598).
- 28 novembre : Jean de Thévenot, voyageur français (° 16 juin 1633).
- Date précise inconnue :
- Joris van Son, peintre flamand (° 1623).